# 35mm口径弾

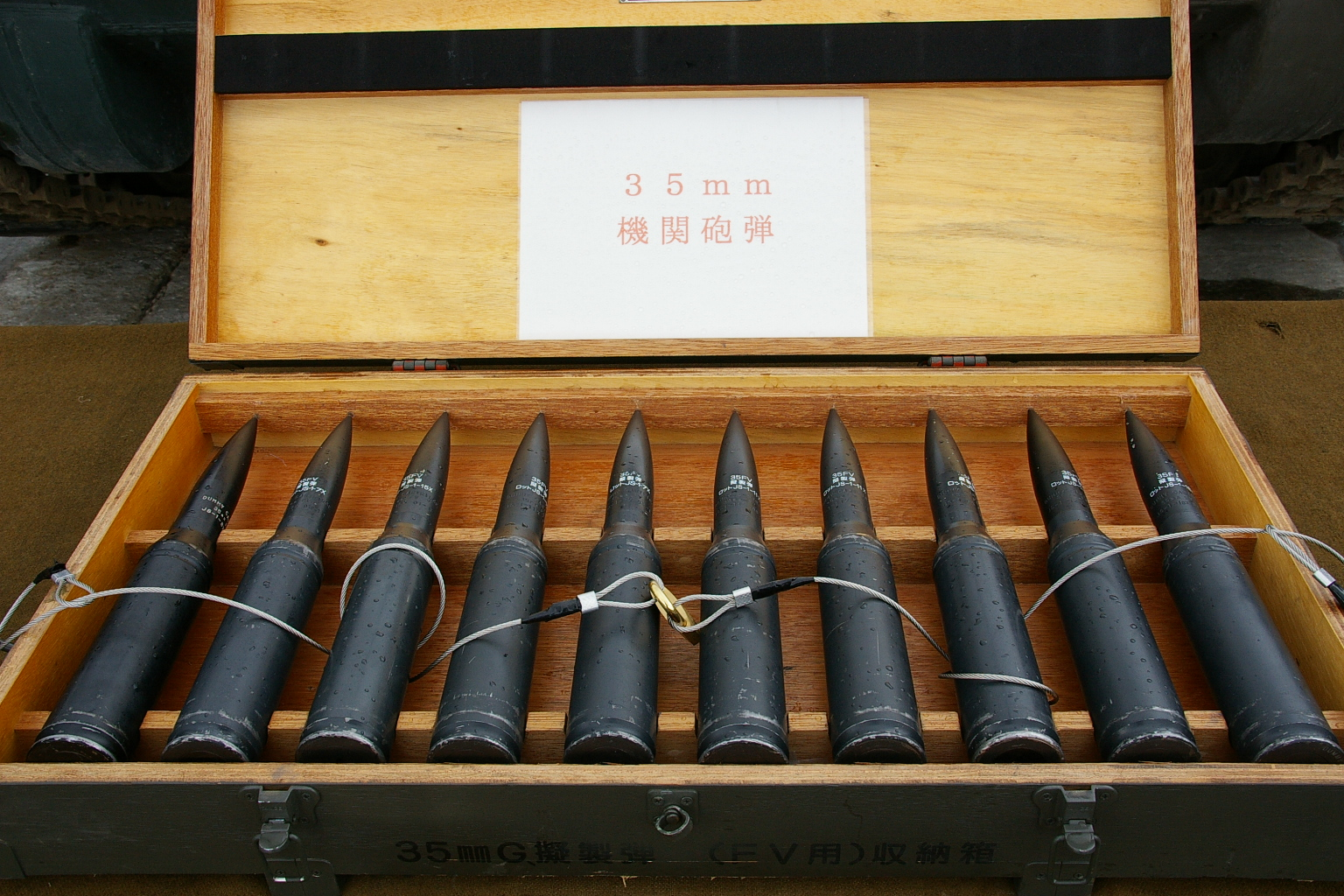
35mm×228弾（89式装甲戦闘車用）

35mm口径弾（35ミリこうけいだん）は、35mm口径の砲弾。

## 35mm×228
第二次世界大戦終結直後、スイスのエリコン社（現在はドイツのラインメタル社に吸収合併）は、新しい砲弾規格である20mm×128弾を開発した。続いて1950年代初頭に、これを大口径化して開発されたのが、35mm×228弾である。
35mm×228弾は、1950年代後半より、エリコンKDA/KDB 35 mm 機関砲とともに運用を開始した。同砲を採用したGDFシリーズの牽引式高射機関砲は、日本の陸上自衛隊が35mm2連装高射機関砲 L-90として採用したのを初めとして、世界的に広く採用された。
ただし冷戦時代の西側陣営盟主であったアメリカ軍が採用しなかったこともあり、30mmおよび40ｍｍ口径に比べると伸び悩んだ。開発も徹甲弾はAPDSどまりで、30mmAPFSDSに額面貫徹力は上回られてしまっている等、立ち遅れが否めない。
しかし2010年代以後は、後述する50mm口径を含めた、30mmの次を見越した動向も現れている。ラインメタルは新型の30mmおよび35mm機関砲WOTANを開発した。

### 弾薬種類一覧
| 弾薬名称 | HEI-T                    | HEI                      | HEI(BF)                  | SAPHEI-T                 | FAPDS                  | TP-T/TP                | AHEAD                  |
| -------- | ------------------------ | ------------------------ | ------------------------ | ------------------------ | ---------------------- | ---------------------- | ---------------------- |
| 砲弾重量 | 535 g (18.9 oz)          | 550 g (19 oz)            | 550 g (19 oz)            | 550 g (19 oz)            | 375 g (13.2 oz)        | 550 g (19 oz)          | 750 g (26 oz)          |
| 炸薬量   | 98 g (3.5 oz)            | 112 g (4.0 oz)           | 70 g (2.5 oz)            | 22 g (0.78 oz)           | n/a                    | n/a                    | n/a                    |
| 発射薬量 | 330 g (12 oz)            | 330 g (12 oz)            | 330 g (12 oz)            | 330 g (12 oz)            | 330 g (12 oz)          | 330 g (12 oz)          | 330 g (12 oz)          |
| 弾薬重量 | 1,565 g (55.2 oz)        | 1,580 g (56 oz)          | 1,580 g (56 oz)          | 1,552 g (54.7 oz)        | 1,440 g (51 oz)        | 1,580 g (56 oz)        | 1,780 g (63 oz)        |
| 砲口初速 | 1,175 m/s (3,850 ft/s) } | 1,175 m/s (3,850 ft/s) } | 1,175 m/s (3,850 ft/s) } | 1,175 m/s (3,850 ft/s) } | 1,440 m/s (4,700 ft/s) | 1,175 m/s (3,850 ft/s) | 1,050 m/s (3,400 ft/s) |

### 採用砲
- エリコンKDA/B/C/E/G 35 mm 機関砲
- T249 ヴィジランテ（英語版） ガトリング砲
- ブッシュマスターIII 35 mm 機関砲
- ラインメタル WOTAN 機関砲

## 50ｍｍ砲
35mm×228弾の薬莢径の50mmにボアアップする構想は、ラインメタルが1980年代後半にラインメタル Rh 503を試作した（マルダー2歩兵戦闘車と共に開発中止）のとは別に、アメリカでも2010年代にCounter-RAMシステム研究開発から派生した50mmスーパーショット弾と、35mmブッシュマスターⅢをベースとするXM913が開発されている。理屈の上では35mm弾を使用する砲および給弾システムは、砲身の換装でそのまま50mm弾を使用できる。

## 無反動機関砲
ラインメタル社は、30mm口径の無反動機関砲としてRMK30を発表したが、これを大口径化したRMK35も開発された。無反動砲としての性格上、従来型の弾薬は使用できず、専用弾薬が開発されている。最初に開発されたRMK 35 / 1は35mm×300弾、次に開発されたRMK 35 / 2は35mm×350弾を使用する。